# ژان بپتیست پوینت دو سابل
ژان بپتیست پوینت دو سابل (همچنین به صورت Point de Sable ، Point au Sable ، Point Sable ، Pointe DuSable ؛ (قبل از ۱۷۵۰ تا ۲۸ اوت ۱۸۱۸) به عنوان اولین ساکن دائمی غیر محلی که دز جاییکه بعداً شیکاگو، ایلینیوی شناخته می‌شود و بعضا "بنیانگذار شیکاگو یاد می‌شود. مدرسه ، موزه ، بندر ، پارک ، پل و جاده به افتخار وی نامگذاری شده است. این سایت که در آن او در نزدیکی دهان از حل و فصل رودخانه شیکاگو سراسر دهه ۱۷۸۰  است. محل سکنی گزیدن وی در دهانه رودخانه شیکاگو به عنوان یک نقطه عطفی تاریخی ملی، در پایونیر دادگاه کنونی واقع است.
پوینت دوسابل تبار آفریقایی داشت، اطلاعات کمی از زندگی اولیه او قبل از دهه ۱۷۷۰ شناخته شده است. در طول دوران حرفه ای خود، مناطقی که او در اطراف دریاچه های بزرگ و در ایلینوی ساکن و تجارت می کرد چندین بار در بین فرانسه، بریتانیا، اسپانیا و ایالات متحده دست به دست شد. پوینت دوسابل به عنوان خوش چهره و تحصیل کرده توصیف شده است. پوینت دو سابل با یک زن بومی آمریکایی به نام کیتیوا ازدواج کرد و صاحب دو فرزند شد. در سال ۱۷۷۹، در طول جنگ انقلابی آمریکا ، وی توسط مظنون به اینکه طرفدار میهن پرستان آمریکایی بود توسط انگلیسی ها دستگیر شد. در اوایل دهه ۱۷۸۰ او برای ستوان بریتانیایی فرماندار میشیلیماکیناک در املاکی در شهر سنت کلر کنونی میشیگان در شمال دیترویت کار کرد.
پوینت دو سابل برای اولین بار در مجله یک تاجر در اوایل ۱۷۹۰ در دهانه رودخانه شیکاگو زندگی می کرد. در آن زمان او شهرک تجاری گسترده و مرفهی در محل آنچه بعداً شهر شیکاگو شد ایجاد کرده بود. وی در سال ۱۸۰۰ اموال خود در رودخانه شیکاگو را فروخت و به بندر سنت چارلز نقل مکان کرد، جایی که مجوز اجرای کشتی در عرض رودخانه میسوری را کسب نمود. نقش همراه با موفقیت  پوینت دو سابل در توسعه شهرک رودخانه شیکاگو تا اواسط قرن بیستم کمتر شناخته می‌شد.